# Zuchthauslager Holzen

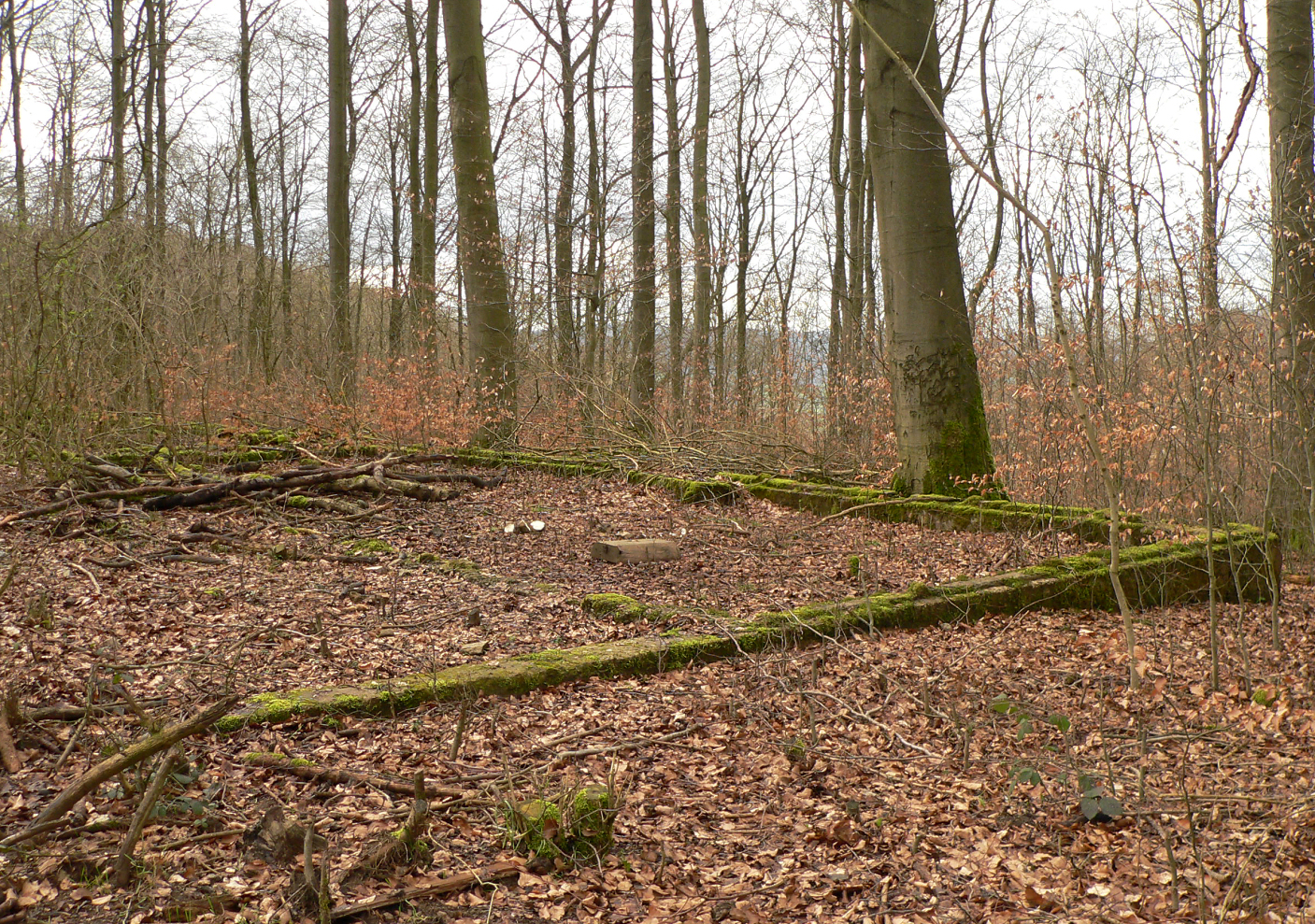
Fundamentreste im Bereich des Zuchthauslagers Holzen

Das Zuchthauslager Holzen war ein von August 1944 bis April 1945 aus sechs steinernen Baracken und mehreren Funktionsgebäuden bestehendes Arbeitslager. Es befand sich auf einer Wiese auf dem Greitberg bei Holzen im heutigen Niedersachsen. Das Lager war mit etwa 500 Zuchthaushäftlingen belegt, die Zwangsarbeit für den entstehenden untertageverlagerten Rüstungskomplex im Hils leisten mussten. Beim Heranrücken von US-amerikanischen Truppen wurden die Häftlinge per Bahn abtransportiert. Die Baulichkeiten des Lagers wurden nach dem Zweiten Weltkrieg als Kinderheim weitergenutzt und etwa in den 1970er Jahren abgerissen.

## Funktion des Lagers und Häftlinge

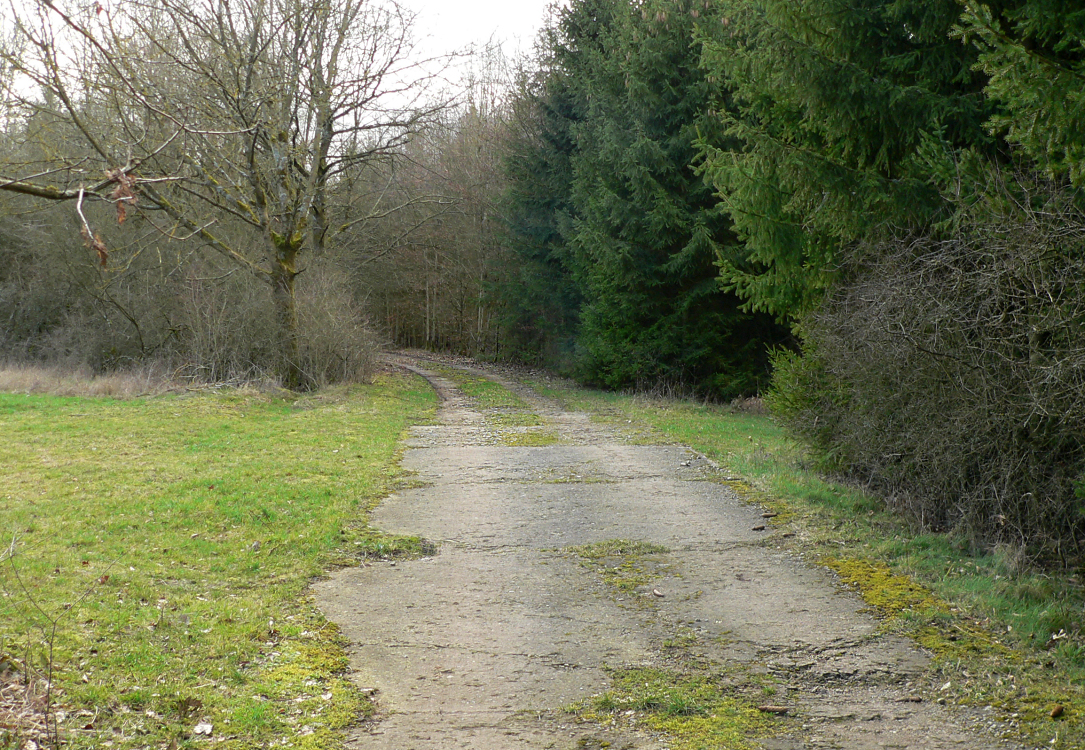
Betonierte Zufahrtsstraße

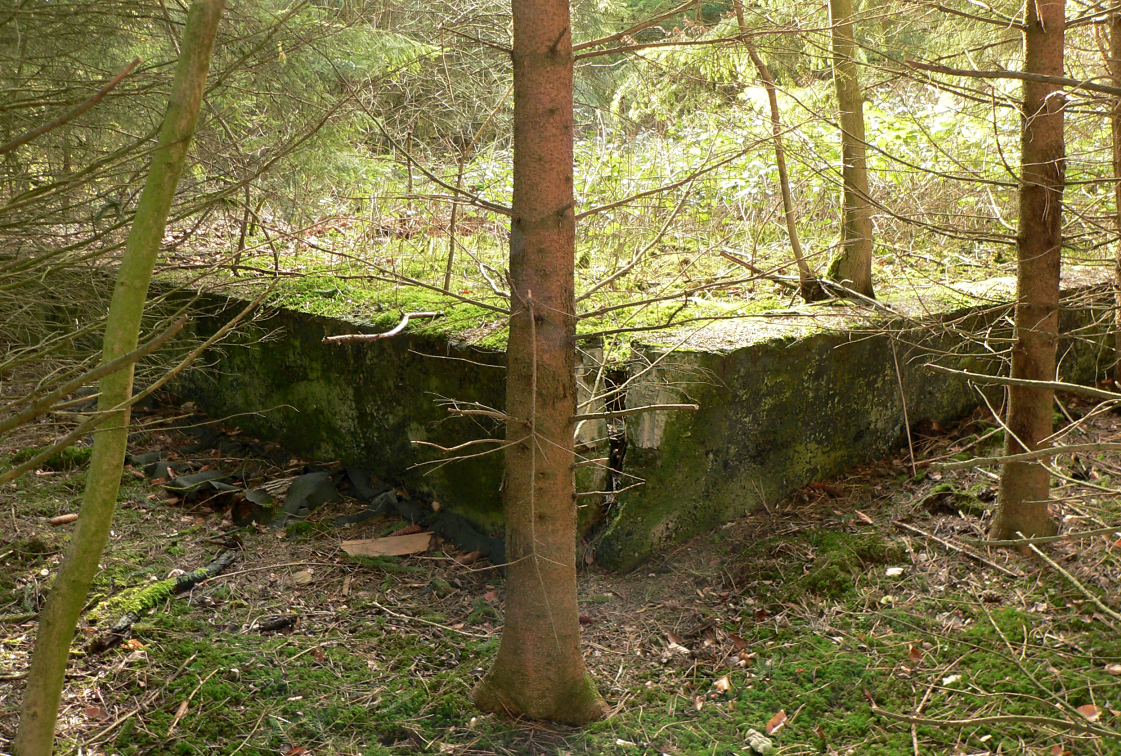
Fundamentreste

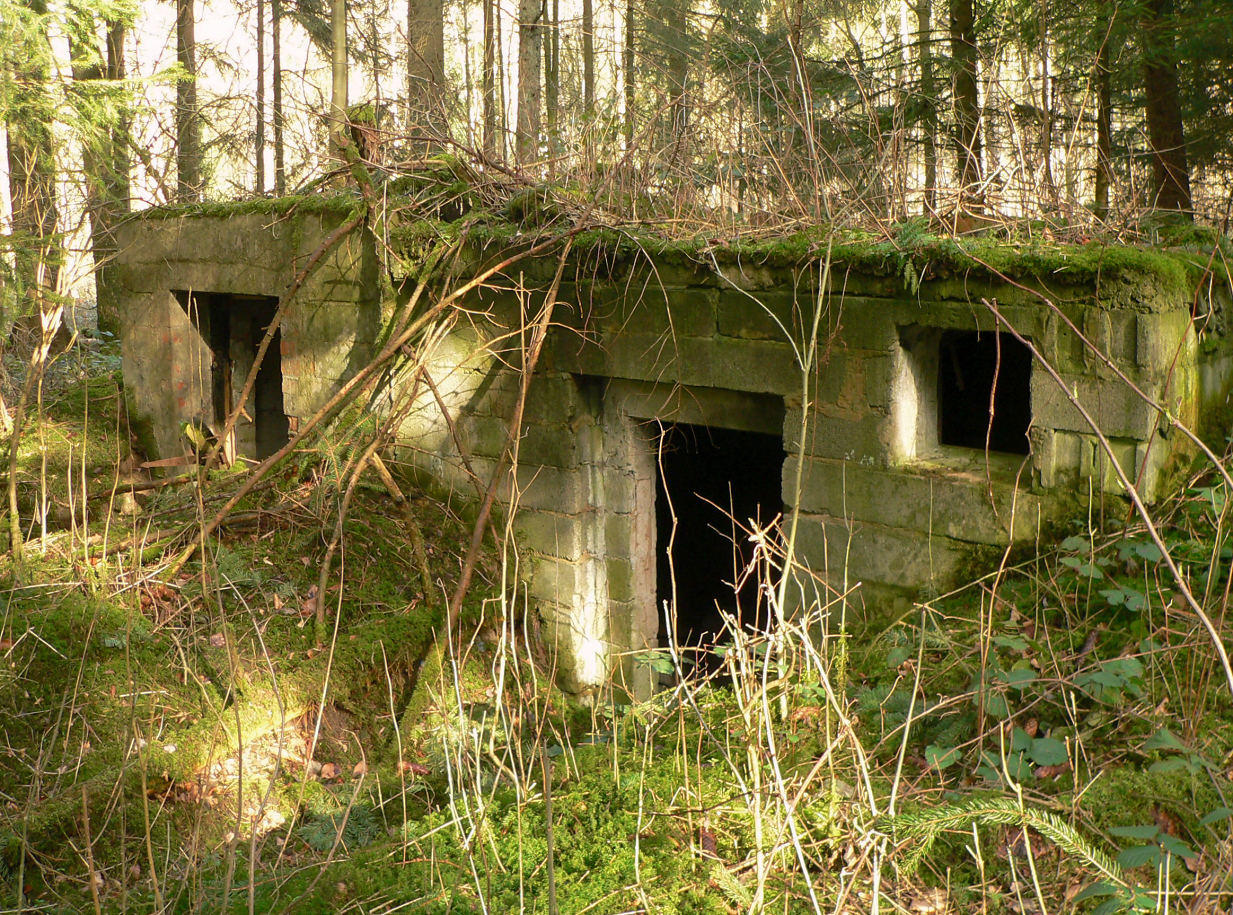
Baureste, möglicherweise früherer Vorratskeller

Das Lager befand sich auf einer Wiese auf dem Greitberg etwa zwei Kilometer nordöstlich von Holzen. Es wurde am 1. August 1944 mit etwa 500 deutschen, französischen, belgischen niederländischen und österreichischen Häftlingen belegt, die in den Zuchthäusern Hameln und Celle wegen krimineller oder politischer Taten inhaftiert waren. Das Zuchthauslager bestand aus sechs Steinbaracken, einem Verwaltungsgebäude, der Küche und den Wohnbaracken von Justizbeamten des Zuchthauses Hameln als Bewacher. Das Lager war mit einem Elektrozaun gesichert. In Sichtweite bestand anfangs das KZ-Außenlager Holzen als Zeltlager mit 250 Häftlingen und ein Hüttenlager für italienische Militärinternierte, die sich frei bewegen konnten. Die genauen Aufgaben des Zuchthauslagers sind nicht mehr bekannt, sie dürften aber ähnlich denen des KZ-Außenlagers mit dem Bau von Straßen und Bahnstrecken im Wald gewesen sein.

## Räumung des Lagers
Beim Anrücken von amerikanischen Truppen kam es am 3. April 1945 zur Räumung des Lagers. 426 Gefangene wurden mit der Bahn abtransportiert, um sie in einem Zuchthaus zu inhaftieren. Die Fahrt führte zunächst nach Halle, dessen Gefängnis überfüllt war. Nach zwei Tagen Wartezeit setzte der Zug seine Fahrt nach Coswig fort, wo die Häftlinge drei Tage in einem Gebäude verbrachten. Am 9. April marschieren die Gefangenen nach Wittenberg an der Elbe und nach einer Übernachtung 50 km weiter bis zu einem Bahnhof, von dem sie in Viehwaggons bis Bad Liebenwerda fuhren. Dort verbrachte der Transport zwei Tage im Polizeipräsidiums. Danach ging es mit der Bahn weiter bis Bützow und nach einem Marsch kamen die Häftlinge am 13. April im überfüllten Zuchthaus Dreibergen an. Am 3. Mai 1945 wurden dort 228 Gefangene des Transports von sowjetischen Truppen befreit. Die Opferzahl bei dem Transport ist nicht bekannt, da einige Gefangene flohen oder krank zurückblieben. Die Zahl der Verstorbenen wird auf über 100 Personen geschätzt.
Wenige Tage nach der Räumung des Lagers am 3. April 1945 kam es zu einer Neubelegung durch Häftlinge des Zuchthauses Hameln. Sie kamen in einem Todesmarsch nach der Räumung des Zuchthauses Hameln aufgrund der Beschießung der Stadt. In der Nacht vom 7. auf den 8. April befreiten amerikanische Truppen die Häftlinge.

## Nachkriegszeit
Nach dem Krieg wurden die Gebäude des früheren Lagers und weitere Baracken in dem Bereich bis 1947 von heimatvertriebenen Baltendeutschen aus Lettland bewohnt. 1949 gehörten fast 30 Gebäude zu dem Komplex. 1952 übernahm die Innere Mission aus Hildesheim die Anlage und nutzte sie zunächst zur Unterbringung junger Flüchtlinge aus der DDR, als Frauenhaus und ab 1955 als Kinderheim. 1972 wurde es aufgegeben. Später wurden die Gebäude abgerissen. Die Fundamente sind zum Teil noch erhalten und von Wald überwachsen.
2022 wurden Absichten des Landkreises Holzminden bekannt, das Zuchthauslager als Gedenkort und damit sichtbarer für die Öffentlichkeit zu gestalten. Dies soll in Verbindung mit den anderen Zwangsarbeiterlagern in Lenne, wie dem Lenner Lager, und Holzen geschehen, um die gesamte historische Kulturlandschaft des NS-Rüstungskomplexes Hils als Erinnerungsort neu zu gestalten.

## Historische Kulturlandschaft
Das frühere Lager liegt innerhalb der 3,1 km² großen historischen Kulturlandschaft Rüstungskomplex Hils, die von landesweiter Bedeutung ist. Diese Zuordnung zu den Kulturlandschaften in Niedersachsen hat der Niedersächsische Landesbetrieb für Wasserwirtschaft, Küsten- und Naturschutz (NLWKN) 2018 getroffen. Ein besonderer, rechtlich verbindlicher Schutzstatus ist mit der Klassifizierung nicht verbunden.